# Gustave d'Eichthal
Pour les autres membres de la famille, voir Famille d'Eichthal.
Le baron Gustave d'Eichthal, né à Nancy le 22 mars 1804 et mort à Paris le 9 avril 1886, est un écrivain, helléniste, ethnologue et théoricien politique français.

## Biographie

### Jeunesse et études
Fils du baron Louis d'Eichthal, fondateur de la banque Louis d'Eichthal à Paris, et petit-fils d'Aron Elias Seligmann, Gustave d'Eichthal est le frère d'Adolphe d'Eichthal et le beau-frère de Michel Charles Chégaray. Il avait épousé Cécile Rodrigues-Henriques, fille du financier Édouard Rodrigues-Henriques et de Sophie Lopes Henriques de Saa, et belle-sœur d'Ernest Goüin. Ils sont les parents d'Eugène d'Eichthal et les grands-parents de Jean Le Bret.
Gustave suivit ses études dans une école privée catholique, puis au lycée Henri-IV.

### Parcours professionnel
Il est élève d'Auguste Comte et adepte du saint-simonisme. D'Eichthal rencontre Hegel à Berlin, chez les Mendelssohn, et traduit et aide à diffuser en France des auteurs tel qu'Emmanuel Kant, Johann Herder et Gotthold Lessing. Il rencontre John Stuart Mill lors d'un voyage en Angleterre en 1828. Saint-simonien dès 1829, il devient l'un des principaux financiers et l'une des figures principales du mouvement. 

Membre influent de la Société de géographie et de la Société asiatique, il est l'un des principaux fondateurs et secrétaire de la Société d'ethnologie et fondateur de la Société pour l'encouragement des études grecques.

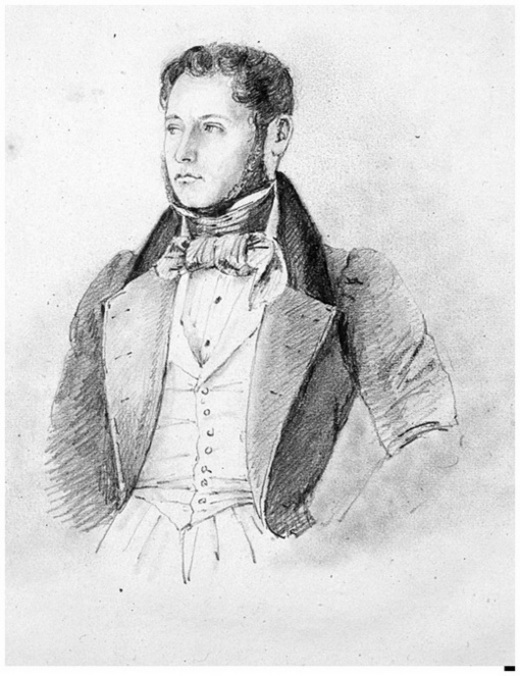
Portrait de Gustave d’Eichthal.

Juif converti au catholicisme à l'âge de treize ans, il adhère plus tard à l'évangile saint-simonien. Ami d'Ismaïl Urbain, mulâtre venu de Cayenne et converti à l'islam, il écrit avec lui les Lettres sur la race noire et la race blanche ; c'est qu'il voit en son camarade le prototype d'une humanité nouvelle, métissée. Pour lui, « le Noir et le Juif sont les deux proscrits ».
Il collabore au journal Globe. Il meurt à Paris le 9 avril 1886 et repose au cimetière du Père-Lachaise (4ème division), à Paris.
Il fit bâtir le château des Fossés sur le Domaine de Vert-Mont que son beau-père lui avait cédé.
La Fondation Dosne-Thiers possède dans sa bibliothèque un Fonds Gustave d'Eichthal sur le saint-simonisme et les mouvements sociaux pendant la Restauration et le règne de Louis-Philippe.

## Publications
- Histoire et origine des Foulahs ou Fellans. Études sur l'histoire primitive des races océaniennes et américaines (1841)
- Les Évangiles (2 volumes, 1863)[2]
- Mélanges de critique biblique (1886)
- Gustave d'Eichthal. La Langue grecque, mémoires et notices, 1864-1884, précédé d'une notice sur les services rendus par Gustave d'Eichthal à la Grèce et aux études grecques, par le marquis de Queux de Saint-Hilaire (1887)

Opuscules, mémoires et varia
- Lettres à MM. les députés composant la commission du budget, sur la permanence du système de crédit public et sur la nécessité de renoncer à toute espèce de remboursement des créances sur l'État (1829)
- À un catholique, sur la vie et le caractère de Saint-Simon (1830)[3]
- Religion saint-simonienne. Rapports adressés aux Pères suprêmes sur la situation et les travaux de la famille, avec Stéphane Flachat et Henri Fournel (1831)[4]
- Religion saint-simonienne. La Prophétie. Ménilmontant, le 1er juin 1832, textes du père Enfantin, de Charles Duveyrier, Gustave d'Eichthal et Michel Chevalier (1832)
- Observations sur l'opération du remboursement au pair (1838)
- Lettres sur la race noire et la race blanche, avec Ismayl Urbain (1839)
- De l'Unité européenne (1840)
- Étude sur la philosophie de la justice. Platon (1863)
- De l'Usage pratique de la langue grecque. De l'Avenir du peuple grec et de la langue grecque (1864)
- Les Trois grands peuples méditerranéens et le christianisme (1865)
- Étude sur les origines bouddhiques de la civilisation américaine (1865)
- Mémoire sur le texte primitif du 1er récit de la création (Genèse, ch. I-II, 4), suivi du texte du 2e récit (1875)
- Notice sur la fondation et le développement de l'Association pour l'encouragement des études grecques en France (avril 1867-avril 1877), lue à la séance du 5 juillet 1877 (1877)
- Socrate et notre temps : théologie de Socrate, dogme de la Providence (1881)[5]
- Correspondance inédite de Stuart Mill avec Gustave d'Eichthal, traduction et préface par Eugène d'Eichthal (1898)
- Condition de la classe ouvrière en Angleterre (1828), notes de voyage de Gustave d'Eichthal, publiées par Eugène d'Eichthal (1902)

## Sources et références
- Hervé Le Bret, Les frères d'Eichthal. Gustave, penseur saint simonien et Adolphe, homme d'action. Leur influence sur l'ouverture à partir de 1830 de la société française aux réseaux financiers et industriels, aux échanges internationaux et aux sciences sociales., 2007.
- Rang-Ri Park-Barjot, La Société de construction des Batignolles: Des origines à la Première Guerre mondiale (1846-1914), Presses Paris Sorbonne, 2005,  (ISBN 2840503891), (extraits en ligne)
- Ratcliffe & Chaloner, A French sociologist looks at Britain, Gustave d'Eichthal and British Society in 1828, Manchester, Manchester University Press, 1977.
- Philippe Régnier, Études saint-simoniennes, 2002